# رادوشوویتسه (ناحیه ستراکونیتسه)
رادوشوویتسه (به چکی: Radošovice) یک منطقهٔ مسکونی در جمهوری چک است که در ناحیه ستراکونیتسه واقع شده‌است. رادوشوویتسه ۱۰٫۲ کیلومتر مربع مساحت و ۶۰۵ نفر جمعیت دارد و ۴۱۳ متر بالاتر از سطح دریا واقع شده‌است.